# Standard Fourteen
Der Standard Fourteen war ein Mittelklasse-PKW, den die Standard Motor Company in Coventry von 1923 bis 1928, von 1937 bis 1939 und von 1945 bis 1948 baute.
Der Name tauchte zuerst 1923 auf und bezeichnete den Tourenwagen 14 hp, der einen obengesteuerten Vierzylindermotor besaß und bis 1928 hergestellt wurde. Der Flying 14 tauchte 1937 auf und wurde bis 1939 gebaut. Nach dem Zweiten Weltkrieg wurde dieses Modell nochmals bis 1948 gefertigt.

## 14 hp (1923–1928)
Den beiden Modellen mit obengesteuerten Vierzylindermotoren (ohv), dem größeren 11.6 und dem kleineren 11 hp wurde 1923 der 14 hp als drittes Modell zur Seite gestellt.  Das Aggregat des großen Tourenwagens hatte 1.944 cm³ Hubraum (Bohrung × Hub = 75 mm × 110 mm).
1928 wurde die Herstellung des 11 hp wieder eingestellt. Zwei Jahre später war die Ära der ohv-Motoren bei Standard wieder beendet. Erst 1948 gab man die seitengesteuerten Motoren endgültig auf.

## Flying Fourteen (1937–1939, 1945–1948)
Der Flying Fourteen wurde 1937 dem Flying 12 als größeres Modell zur Seite gestellt und besaß die Pseudo-Stromlinie der Standard-Flying-Linie. Sein seitengesteuerter Reihenvierzylindermotor mit 1.776 cm³ Hubraum entstand durch Aufbohren der 12er-Maschine von 69,5 mm auf 73 mm. Der größere Motor leistete 49 bhp (36 kW) bei 3.750 min−1. Über ein synchronisiertes Dreiganggetriebe wurde die Motorkraft an die Hinterräder weitergeleitet. Die Höchstgeschwindigkeit lag bei 107 km/h.
1939 wurde die Produktion kriegsbedingt eingestellt, 1945 aber wieder aufgenommen. Neben der Limousine gab es nun auch ein 2-türiges Cabriolet. 1948 verschwand der Fourteen zusammen mit seinem Schwestermodell Twelve endgültig aus der Modellpalette. Sein Nachfolger war der neu konstruierte Standard Vanguard.

## Quelle
Culshaw, David & Horrobin, Peter: The Complete Catalogue of British Cars 1895-1975, Veloce Publishing plc., Dorchester (1997), ISBN 1-874105-93-6